# Saint-Priest-la-Roche
Saint-Priest-la-Roche ist eine französische Gemeinde mit 340 Einwohnern (Stand 1. Januar 2022) im Département Loire in der Region Auvergne-Rhône-Alpes (vor 2016 Rhône-Alpes). Sie gehört zum Arrondissement Roanne und zum Kanton Le Coteau.

## Geographie
Die Gemeinde Saint-Priest-la-Roche liegt an der hier zum Lac de Villerest aufgestauten Loire, etwa 17 Kilometer südsüdöstlich von Roanne. Umgeben wird Saint-Priest-la-Roche von den Nachbargemeinden Saint-Cyr-de-Favières im Norden, Vendranges im Nordosten und Osten, Saint-Jodard im Südosten, Vézelin-sur-Loire im Süden und Südwesten sowie Cordelle im Westen und Nordwesten. Auf dem Gemeindegebiet befand sich der Bahnhof Vendranges-Saint-Priest an der Bahnstrecke Moret-Veneux-les-Sablons–Lyon-Perrache.

## Bevölkerungsentwicklung
| Jahr                       | 1962 | 1968 | 1975 | 1982 | 1990 | 1999 | 2006 | 2012 | 2022 |
| -------------------------- | ---- | ---- | ---- | ---- | ---- | ---- | ---- | ---- | ---- |
| Einwohner                  | 297  | 300  | 285  | 285  | 285  | 274  | 285  | 335  | 340  |
| Quellen: Cassini und INSEE |      |      |      |      |      |      |      |      |      |

## Sehenswürdigkeiten
- Kirche Saint-Priest
- Schloss La Roche auf einer Insel in der aufgestauten Loire